# Petar Muslim
Petar Muslim (Split, Croacia; 26 de marzo de 1988) es un waterpolista croata. 

## Trayectoria
Internacional con la selección de waterpolo de Croacia, ganó de la medalla de oro en los Juegos Olímpicos de Londres 2012. En su palmarés cuenta también con las medallas de oro ganadas en el Campeonato del Mundo 2010 y en los Juegos Mediterráneos de 2013. 